# Dolby Stereo
Dolby Stereo je označení pro vícekanálový analogový zvukový formát vyvinutý společností Dolby Laboratories. Byl vytvořen následně po vyvinutí systémů pro potlačení šumu Dolby A a Dolby B. Hlavním záměrem tohoto systému bylo zakódovat více zvukových stop do stereo záznamu.

## Princip
Princip funguje na základě sčítání a odečítání signálů. Běžně byly do stereo záznamu maticově zakódovány kanály středový a zadní, které bylo možné opět rozdělit pouze pomocí dekodéru. Signál pro zadní kanál byl zakódován se změnou fáze o 90° do levého kanálu a -90° do pravého kanálu a zeslaben o 3 dB. Pro zpětné oddělení středového kanálu dekodér signály Lt a Rt sečetl a pro oddělení zadního kanálu naopak odečetl. Vlivem změny fáze se tak nežádoucí zvuky v každém z nich vyrušily. Pro 70mm filmy s magnetickým záznamem existoval pokročilejší systém Dolby Stereo 70mm Six Track, který využíval i nízkofrekvenční kanál LFE.

## Pro Logic
Jelikož ze středového kanálu mohly vycházet zvuky, které patřily do levého nebo pravého kanálu, bylo nutné tento nežádoucí efekt potlačit. Proto byl vynalezen adaptivní systém Pro Logic, který analyzuje fázové a úrovňové poměry a pomocí řízeného zesilovače zesiluje pouze signály s vyšší úrovní či naopak.

## V Československu
Prvním československým filmem natočeným ve formátu Dolby Stereo byl film Masseba  z roku 1989.